# Nguyễn

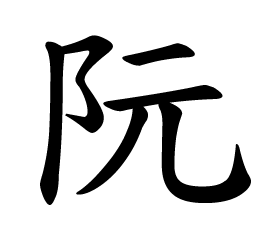
Caràcter xinès per Nguyễn

Nguyễn, sovint escrit Nguyen o menys sovint Nguyên, és un cognom vietnamita. S'estima que un 40% de la població del Vietnam el té, la qual cosa el converteix en el cognom més freqüent del país. Quan la dinastia Nguyễn, descendents dels senyors Nguyễn, va prendre el poder l'any 1802, alguns descendents dels senyors Trịnh van canviar el seu cognom per Nguyễn per por a represàlies. La dinastia va cedir el seu cognom a molts vietnamites quan governava i molts criminals també van canviar el seu cognom per Nguyễn. Per aquests motius el cognom està tan estès al Vietnam i molts Nguyễn no són parents entre si.
El cognom Nguyễn és la transliteració del cognom 阮 xinès al vietnamita. Com passa amb altres cognoms del Vietnam i d'altres països pròxims a la cultura xinesa, Nguyễn té transliteracions equivalents en altres llengües de la sinosfera: Ruan en mandarí, Yuen en cantonès, Gnieuh o Nyoe en wu i Nguang en dialecte fuzhou.